# Mehmed Alajbegović
Mehmed Alajbegović (ur. 7 maja 1906 w Bihaciu, zm. 7 czerwca 1947 w Zagrzebiu) – chorwacki i jugosłowiański polityk, prawnik i dyplomata.

## Życiorys
Studiował medycynę i prawo na uniwersytecie w Paryżu w latach 1924–1925. W 1934 roku uzyskał stopień naukowy doktora prawa na Uniwersytecie w Zagrzebiu. W 1940 roku studiował prawo islamskie w Algierii. W 1939 roku był sędzią w Prozorze, a w latach 1939–1941 sprawował funkcję sekretarza w sądzie administracyjnym w Zagrzebiu. Przed II wojną światową pracował nad stworzeniem katedry szariatu na zagrzebskim wydziale prawa.
Po utworzeniu Niepodległego Państwa Chorwackiego pracował jako sekretarz w ministerstwie spraw zagranicznych. W styczniu 1942 roku został konsulem generalnym w Monachium. W październiku 1943 roku został ministrem ds. opieki nad utraconymi regionami, którego misją była opieka nad uchodźcami. W maju 1944 roku został mianowany ministrem spraw zagranicznych. W 1945 roku usiłował zjednoczyć ustaszy, czetników oraz czarnogórskich i słoweńskich nacjonalistów w celu stworzenia antykomunistycznego bloku, który mógłby porozumieć się z aliantami. Uszedł do Austrii wraz z innymi członkami rządu chorwackiego. Amerykanie jednak dokonali jego ekstradycji do Jugosławii. W maju 1947 roku został skazany na karę śmierci, a 7 czerwca 1947 stracony.